# Matama
Matama è un distretto della Costa Rica facente parte del cantone di Limón, nella provincia omonima.